# Grand Theft Auto: Vice City
Grand Theft Auto: Vice City est un jeu vidéo de tir à la troisième personne à monde ouvert développé par Rockstar North et initialement publié par Rockstar Games le 29 octobre 2002 sur console PlayStation 2, le 12 mai 2003 sur Microsoft Windows, et le 31 octobre 2003 sur console Xbox. Il s'agit du sixième opus de la série Grand Theft Auto, et le premier volet principal depuis la sortie de son prédécesseur Grand Theft Auto III.
Grand Theft Auto: Vice City est joué en vision objective dans un environnement ouvert, permettant au joueur d'interagir à sa guise avec le jeu. Le scénario se déroule en 1986 dans la ville fictive de Vice City, inspirée de la ville américaine de Miami et de la culture américaine des années 1980. Le mode solo suit Tommy Vercetti, un ancien membre de la Mafia libéré de prison.
Après sa sortie, le jeu est félicité par la presse spécialisée pour sa musique et son gameplay, utilisant une version améliorée du moteur de jeu de son prédécesseur. Il devient le jeu le mieux vendu en 2002 avec 20 millions d'exemplaires vendus en 2011 ; jusqu'en juillet 2006, il est classé meilleur jeu PlayStation 2 de tous les temps. Le succès de Vice City mène à la création d'une préquelle intitulée Grand Theft Auto: Vice City Stories (2006) qui revisite Vice City deux ans avant les événements du jeu. Le contenu sexuel et violent de Vice City est la cible de débats et de nombreuses polémiques.
Son successeur, Grand Theft Auto: San Andreas, est commercialisé le 26 octobre 2004, et est également félicité par la presse spécialisée. En décembre 2012, pour fêter la dixième année d'existence du jeu, une version sur mobile est commercialisée sur iOS et Android. Le jeu est également vendu sur quelques plateformes comme OS X et le PlayStation Network. En 2021, Rockstar sort une compilation remasterisée des trois principaux jeux de l'univers 3D de la franchise (dont Vice City), appelée Grand Theft Auto: The Trilogy – The Definitive Edition.

## Trame

### Synopsis
L’histoire se déroule en 1986 à Vice City. Tommy Vercetti, ancien homme de main d'un des parrains de la mafia de Liberty City, Sonny Forelli, sort d'un séjour de quinze années de prison. En guise de réintégration dans la famille Forelli, Sonny, qui craint le retour de Tommy dans les rues de Liberty City, envoie celui-ci à Vice City afin de lancer la famille dans le trafic de drogue auquel la Mafia ne se livrait pas jusque-là. À son arrivée sur place avec ses deux hommes de main, il est accueilli par Ken Rosenberg, un avocat travaillant pour les Forelli qui a organisé un deal dans le port de la ville. L'échange avec le fournisseur, Victor Vance, est interrompu par l'apparition de mystérieux hommes armés qui tuent Vance et les deux hommes de Tommy qui réussit à s'enfuir avec Rosenberg, laissant sur place l'argent et la drogue. Furieux de cet échec, Sonny Forelli ordonne à Tommy de récupérer son argent et sa drogue. Seulement, pour découvrir qui s'est enfui avec l'argent et la drogue, Tommy doit d'abord mieux se rapprocher du milieu du crime de la ville. Avec l'aide de Rosenberg, Tommy est invité à une fête où il rencontre la jet set de Vice City et certains trafiquants de drogue. Sur sa route, il rencontre également Lance Vance, également désireux de retrouver l'argent et se venger. Ils décident donc de s'allier.
Au fur et à mesure de ses missions pour les « puissants » de la ville, Tommy est amené à travailler pour Ricardo Diaz, un chef de la pègre locale. Il finit par découvrir que celui-ci est à l'origine de ses ennuis lors du deal. Avec l'aide de Lance, il prend le manoir de Diaz d'assaut, élimine ce dernier et décide de reprendre ses affaires, épaulé par Lance et Rosenberg. L'argent de Sonny passe ainsi rapidement derrière d'autres priorités de Tommy qui entend bien avoir sa part de pouvoir dans Vice City. Cherchant à mettre la main sur la ville, Tommy en rachète les principales entreprises (un studio de cinéma, une discothèque, une compagnie de taxis, entre autres), peaufine ses relations, et finit par devenir l'un des hommes les plus puissants de Vice City. En rachetant une imprimerie, Tommy trouve un plan pour se débarrasser de Sonny, dont les pressions sont de plus en plus fortes : lancer une entreprise de contrefaçon et produire de faux billets afin de les donner à Sonny. Comprenant qu'il perd le contrôle de la situation, ce dernier décide de se rendre à Vice City avec ses hommes pour prendre la place de Tommy par la force. Il réussit à acheter Lance qui trahit Tommy. Après une longue fusillade dans l'ancien manoir de Diaz, devenu le siège du Gang Vercetti, Tommy sort victorieux et élimine ses deux anciens associés. Débarrassé des menaces venues du nord, il peut se tourner vers ses affaires à Vice City, en s'associant avec Ken Rosenberg.
Dans la chronologie de la série, Grand Theft Auto: Vice City est une préquelle du jeu précédent, Grand Theft Auto III, qui se déroule en 2001. Pour rendre l'univers plus crédible encore, Rockstar fait coordonner les histoires de ses différents jeux pour qu'elles se complètent. Ainsi, Victor Vance, le héros de Grand Theft Auto: Vice City Stories, se fait tuer au début du jeu. De même, une explication est donnée au bras manquant de Phil Cassidy dans GTA III. La dernière mission explique en partie le chaos régnant dans Liberty City dans GTA III et Liberty City Stories.

## Système de jeu
Grand Theft Auto: Vice City est un jeu d'action-aventure en vue à la troisième personne. Le joueur incarne Tommy Vercetti, un criminel, et accomplit des missions, chacune suivant un scénario linéaire avec des objectifs prédéfinis, permettant de faire avancer l'histoire. Plusieurs missions peuvent être disponibles simultanément, certaines nécessitant d’attendre de nouvelles instructions ou événements. En dehors des missions principales, le joueur peut explorer librement le monde ouvert du jeu et réaliser des missions secondaires optionnelles. Cet univers, composé de deux îles principales et de plusieurs zones plus petites, est nettement plus vaste que celui des précédents opus de la série. L'accès aux différentes îles s'effectue progressivement au fil de l'histoire.
Le joueur peut courir, sauter ou conduire des véhicules pour se déplacer dans l’univers du jeu. Le combat repose sur l’utilisation d’attaques au corps à corps, d’armes à feu et d’explosifs. Parmi les armes disponibles figurent notamment le Colt Python, une mitrailleuse M60 et un Minigun,,. L’environnement en trois dimensions permet d’adopter une vue à la première personne lors de l’utilisation du fusil de précision et du lance-roquettes. Le système de combat intègre également la possibilité d’effectuer des tirs en voiture en visant latéralement depuis un véhicule,. Un large choix d’armes peut être acheté chez des armuriers locaux, récupéré au sol, obtenu sur des ennemis vaincus ou découvert à divers endroits de la ville,.
En combat, l’auto-aim (visée assistée) peut être activé pour faciliter l’attaque des ennemis. Si le joueur subit des dégâts, sa barre de santé peut être complètement régénérée grâce à des objets de soins. Un gilet pare-balles permet d’absorber les balles et les dégâts d’explosifs, mais il se détruit progressivement lors de son utilisation. Lorsque la santé est complètement épuisée, le jeu s’interrompt et le joueur réapparaît à l'hôpital le plus proche, perdant toutes ses armes, son armure et une partie de son argent. Si le joueur commet des crimes, les forces de l’ordre du jeu réagissent, comme l’indique un indicateur de recherche dans l'interface du jeu (HUD), qui augmente à mesure que le joueur enfreint la loi. Les étoiles affichées sur l’indicateur représentent le niveau de recherche actuel, et plus ce niveau est élevé, plus la réponse des forces de l'ordre est intense (par exemple, au niveau maximum de six étoiles, des hélicoptères de police et l’armée interviennent pour éliminer le joueur),, l'indice de recherche peut être diminuée via des « Pots-De-Vin ».
Au cours de l’histoire, Tommy rencontre des personnages issus de diverses factions criminelles. À mesure que le joueur accomplit des missions pour différents gangs, les membres alliés défendront souvent le joueur, tandis que les membres des gangs rivaux le reconnaîtront et l’attaqueront à vue. En explorant librement le monde du jeu, le joueur peut s’adonner à des activités telles qu'un mini-jeu de vigilante, des interventions de lutte contre les incendies, des services de secours paramédicaux et des courses de taxi. La réalisation de ces activités récompense le joueur par des bonus contextuels. À mesure que Tommy développe son empire criminel, le joueur peut acheter plusieurs propriétés à travers la ville, dont certaines servent de cachettes supplémentaires où des armes peuvent être collectées et des véhicules stockés. Il est également possible d’acquérir divers types d'entreprises, telles qu’un studio de films pornographiques, une compagnie de taxis et plusieurs clubs de divertissement. Chaque propriété commerciale est liée à une série de missions, telles que l’élimination de la concurrence ou le vol d’équipements. Une fois toutes les missions accomplies, la propriété génère un revenu continu, accessible au joueur.

### Environnement
Le jeu prend place dans la ville fictive de Vice City, inspirée de Miami, en Floride. L'histoire se déroulant en 1986, tout l'environnement du jeu reprend, et parodie parfois, les codes de l'époque, notamment en ce qui concerne les véhicules et les vêtements. Par opposition à l'urbanisme grisonnant de Liberty City dans Grand Theft Auto III, Vice City respire la ville touristique avec ses plages dorées, ses palmiers et ses couchers de soleil (malgré la présence de certains quartiers plus pauvres).
Pour faire vivre la ville, le jeu reprend les mêmes éléments de gameplay que son prédécesseur. Des piétons, véhicules et bateaux animent la ville, une météo est adaptée cette fois au climat de Floride, et de nombreuses guerres de gangs éclatent au passage du joueur. Vice City propose également quelques améliorations pour rendre la ville plus vivante, comme la possibilité d'activer un effet de rémanence qui « ensoleille » l'écran, ou encore des policiers qui ne poursuivent plus uniquement le joueur, mais également d'autres malfrats dans la ville (le joueur peut d'ailleurs battre les malfrats pour gagner de l'argent).

## Développement
L'équipe principale de 50 personnes de Rockstar North a dirigé le développement de Grand Theft Auto: Vice City sur une période de dix-huit mois. La production complète débute fin 2001, alors que Grand Theft Auto III approche de son achèvement. Les premières étapes du développement se concentrent sur la création de modèles 3D, mais selon le producteur exécutif Sam Houser, le projet prend véritablement son essor au début de l’année 2002 et se poursuit durant environ neuf mois. Après la sortie de la version Windows de Grand Theft Auto III, l’équipe envisage initialement un pack de missions ajoutant de nouvelles armes, véhicules et objectifs au jeu existant. Après réflexion, le concept évolue vers un jeu indépendant, qui devient Vice City.
Le jeu est annoncé lors de l'Electronic Entertainment Expo le 22 mai 2002. À l'époque, Grand Theft Auto: Vice City représente le projet le plus coûteux de Rockstar North, avec un budget de développement de 5 millions de dollars américains et un budget marketing de 13,2 millions de dollars,. Le 5 septembre 2002, Rockstar annonce que la sortie initialement prévue pour le 22 octobre est repoussée au 29 octobre afin de répondre à la demande. Le développement du jeu s’achève le 15 octobre 2002, date à laquelle il est soumis à la fabrication. Il sort sur PlayStation 2 le 29 octobre 2002 en Amérique du Nord et le 8 novembre en Europe. Capcom publie le jeu au Japon le 20 mai 2004 sur PlayStation 2 et Windows. En septembre 2019, il est ajouté au Rockstar Games Launcher.

### Contexte
Le jeu se déroule en 1986 dans la ville fictive de Vice City, qui est largement inspirée de Miami. Vice City était déjà présente dans le premier Grand Theft Auto (1997) ; l’équipe de développement a décidé de réutiliser cette localisation et d'intégrer des idées provenant du studio et des fans. Ils souhaitaient satiriser un lieu qui n’était pas contemporain, contrairement à Liberty City dans Grand Theft Auto III. L’équipe voulait choisir une ville ayant à la fois des similitudes et des différences avec New York l’inspiration de Liberty City et a finalement opté pour Miami, que le producteur Leslie Benzies décrit comme « une ville de fête, tout en soleil, mer et sexe, mais avec une même touche sombre en dessous ». Sam Houser l’a qualifiée de « l’époque la plus cool du crime, parce que ça ne semblait même pas être du crime… c’était une période totalement renversée et décalée ». L’équipe avait pour objectif de faire de Vice City une « ville vivante et palpitante », où le joueur puisse ressentir que « la vie continue » même lorsque le personnage est à l’intérieur d’un bâtiment.
L'apparence du jeu, notamment les vêtements et les véhicules, reflète son cadre des années 1980. De nombreux thèmes sont empruntés aux films criminels Scarface (1983) et Carlito's Way (1993), ce dernier influençant particulièrement la caractérisation et la représentation des criminels . La série télévisée Miami Vice (1984-1989) a également eu une influence majeure et a été régulièrement suivie par l’équipe tout au long du développement. Le directeur artistique Aaron Garbut a utilisé la série comme référence pour recréer l’éclairage au néon. La reconstitution de l’univers des années 1980 a été jugée « relativement facile » par l’équipe, en raison de la culture distincte de cette époque et de la familiarité de l’équipe avec cette période. L’équipe artistique a reçu une grande quantité de recherches ainsi que des photographies de référence prises par d’autres membres du développement. Des voyages de recherche sur le terrain à Miami ont été organisés peu après la fin du développement de Grand Theft Auto III, l’équipe se divisant en petits groupes pour observer les rues,.

### Développement narratif et création des personnages
L'équipe a consacré du temps à résoudre le « casse-tête » du protagoniste parlant, une grande différence par rapport au personnage silencieux Claude de Grand Theft Auto III. Ray Liotta incarne Tommy Vercetti, le protagoniste, et décrit son rôle comme un défi : « Vous créez un personnage qui n’existait pas auparavant… C’est très intensif. » Lors de l'enregistrement de sa performance, l’équipe a utilisé un écran bleu pour permettre à Liotta de visualiser « comment cela allait se mouvoir ». L'équipe a cherché à faire en sorte que le joueur ressente une « véritable affinité » avec Tommy, en mettant l'accent sur la narration du jeu. Dan Houser a décrit Tommy comme « fort, dangereux et prêt à attendre la bonne opportunité  ». Le réalisateur Navid Khonsari (en) a trouvé Liotta parfois difficile à diriger. Sam Houser a expliqué : « Lors de certaines sessions, il était... dedans, mais parfois... il était très sombre et n'arrivait pas à travailler ».
Conception sonore et production musicale
Le jeu comprend 8 000 lignes de dialogue enregistré, soit quatre fois plus que Grand Theft Auto III. Il intègre plus de 90 minutes de cinématiques et neuf heures de musique, avec plus de 113 chansons et publicités. L’équipe a pris plaisir à relever le défi de concevoir la bande-son, en contraste avec celle de Grand Theft Auto III, que Sam Houser décrit comme « clairement satirique et unique en son genre ».
Pour développer les stations de radio, l’équipe a cherché à renforcer l’immersion dans l’univers du jeu en sélectionnant une variété de morceaux emblématiques des années 1980, ce qui a nécessité des recherches approfondies. Les stations de radio ont été publiées par Epic Records sous la forme de sept albums, regroupés dans le Grand Theft Auto: Vice City Official Soundtrack Box Set, en parallèle avec la sortie du jeu en octobre 2002,.
Vice City contient environ « trois fois plus » de stations de radio parlées que Grand Theft Auto III. Le producteur et animateur de talk-show Lazlow Jones a souligné que la petite proportion d’auditeurs appelant réellement les stations est souvent composée de personnes « délirantes » ; dans Vice City, les développeurs ont « intensifié » cet aspect, mettant davantage en avant les discours extrêmes. Dan Houser estime que les stations de radio parlées apportent de la profondeur à l’univers du jeu. 

### Versions et ports
À l'occasion du dixième anniversaire de Vice City, Rockstar Games a publié le 6 décembre 2012 la Grand Theft Auto: Vice City 10th Anniversary Edition pour iOS,. Après quelques problèmes techniques, une version pour Android a été lancée le 12 décembre 2012,. Contrairement aux versions PC et consoles, la version mobile est presque entièrement non censurée. Les versions Android et iOS ont reçu la classification « Aucune jeunesse autorisée » (USK) en raison de leur contenu.

#### Emulation
Une version émulée du jeu a été publiée sur PlayStation 3 le 30 janvier 2013 via le service PS2 Classics du PlayStation Network ; une autre version émulée a vu le jour sur PlayStation 4 le 5 décembre 2015, avec une résolution 1080p et la prise en charge des Trophées.

#### Definitive Edition
Une version remastérisée de The Trilogy, sous-titrée The Definitive Edition, a été lancée sur Nintendo Switch, PlayStation 4, PlayStation 5, Windows, Xbox One et Xbox Series X/S le 11 novembre 2021, puis sur Android et iOS le 14 décembre 2023. L'édition originale du jeu a été retirée des boutiques numériques en préparation de The Definitive Edition, avant d’être réintégrée sous forme de bundle sur le Rockstar Store. 

#### reVC/re3
Une équipe principale de six fans a procédé à l'ingénierie inverse du jeu et l'a publié sous forme d'exécutable en décembre 2020, après avoir travaillé dessus depuis mai. Baptisé reVC, ce projet permet au jeu d’être porté de manière non officielle sur des plateformes comme la Nintendo Switch, la PlayStation Vita et la Wii U,. 
Take-Two a émis une notification de retrait DMCA contre le projet en février 2021. En avril, Theo, un développeur basé en Nouvelle-Zélande qui maintenait un fork du code source, a déposé une contre-notification sur GitHub, affirmant que le code ne contenait aucune œuvre originale appartenant à Take-Two. Conformément aux règles du DMCA en cas de litige, son contenu a été rétabli après deux semaines. Le 10 juin 2021, l'équipe derrière reVC a également déposé une contre-notification, ce qui a conduit à la restauration du code source après deux semaines, toujours selon les règles du DMCA.
En septembre 2021, Take-Two a intenté une poursuite judiciaire en Californie contre les programmeurs, affirmant que les projets constituaient une violation du droit d’auteur.  

## Accueil

### Critique

#### Réception générale
Le jeu a obtenu d'excellentes notes de la part des critiques. Sur IGN, il a reçu un score de 9,7 sur 10, tandis que GameSpot lui a attribué un 9,6 sur 10. Le site GamePro a donné une note de 5 sur 5, et l'Official US PlayStation Magazine a attribué un score parfait de 10 sur 10. En outre, le jeu a obtenu une moyenne de 95 sur 100 sur Metacritic, le classant ainsi parmi les jeux PlayStation 2 les mieux notés de 2014. Les lecteurs du Official UK PlayStation Magazine l'ont classé comme le quatrième meilleur jeu PlayStation de tous les temps. Vice City figure également dans la liste des 100 jeux préférés des lecteurs de Famitsu en 2006, le seul jeu occidental à y apparaître. Le magazine Jeux Vidéo Magazine a accordé la note de 17 sur 20 à la version PC.

#### Missions et gameplay
Les missions dans Vice City sont généralement perçues comme une amélioration par rapport à Grand Theft Auto III. Toutefois, certaines critiques mentionnent des moments frustrants et malaisants,. Douglass C. Perry, d'IGN, a souligné que les missions du jeu offraient un sentiment plus fort d'immersion dans une histoire réaliste et dans un monde crédible. De son côté, Matt Helgeson de Game Informer a trouvé les missions plus complexes. Quant à Scott Alan Marriott d'AllGame, il considère que l'intrigue a été améliorée, et trouve le personnage principal, Tommy, plus captivant que Claude de Grand Theft Auto III. Perry d'IGN ajoute que Rockstar a trouvé la bonne personne et le bon choix pour incarner Tommy, tandis qu'Edge fait l'éloge du personnage en soulignant qu'il dégouline de charisme, saluant la performance de Ray Liotta.

#### Design et monde ouvert
Le design en monde ouvert de Vice City a été largement salué. Beaucoup de critiques estiment que le jeu offre davantage de détails et semble plus vivant que ses prédécesseurs. Raymond « Psylancer » Padilla de GameSpy a effectué une comparaison favorable entre Vice City et la Liberty City de Grand Theft Auto III, soulignant le niveau de détail de la première. Ben Silverman de Game Revolution a écrit que la profondeur du jeu était inégalée, louant le réalisme et les détails du monde du jeu. De son côté, Scott Alan Marriott a salué l'ambition de la portée du design.

#### Réception dans la presse francophone
Dans la presse francophone, le jeu a également obtenu des critiques très positives. Le site Gamekult lui attribue une note de 9 sur 10, déclarant que Grand Theft Auto : Vice City n'est même plus une tuerie ; c'est une boucherie ! et félicitant la richesse des nouveaux véhicules, du scénario et des missions. Jihem, du site Jeuxvideo.com, attribue une note de 18 sur 20, soulignant que Vice City est une suite parfaitement réussie, apportant toutes les nouveautés souhaitées après l'excellent GTA III. Le magazine Jeux vidéo Magazine a accordé une note exceptionnelle de 19 sur 20, estimant que le jeu transcende les qualités de Grand Theft Auto III|Grand Theft Auto III.

#### Distinctions
Sur GameSpot, Vice City a remporté plusieurs distinctions, notamment celle de la meilleure musique sur PlayStation 2, meilleur jeu d'action-aventure sur PlayStation 2, et jeu vidéo de l'année sur cette même plateforme.

#### Versions mobiles
L'édition iOS et Android intitulée 10th Anniversarya reçu de bonnes critiques, mais a été jugée légèrement inférieure à la version originale. Le magazine Canard PC a donné un 7 sur 10 à cette version, critiquant la jouabilité tactile qui a été jugée fastidieuse.

### Ventes
Le 26 septembre 2007, Grand Theft Auto: Vice City recense un total de 15 millions d'exemplaires vendus selon Take-Two Interactive. Le 26 mars 2008, Grand Theft Auto: Vice City recense 17,5 millions d'exemplaires vendus selon Take-Two Interactive.

## Polémiques

### Censure et modifications de contenu
Comme ses prédécesseurs, Grand Theft Auto: Vice City est catégorisé comme jeu violent par de nombreux organismes et fait l'objet de nombreuses controverses. L'ESRB le classe en « M » (Mature). En Australie, certaines modifications sont apportées au jeu pour éviter la censure : la possibilité d'aller voir des prostituées est supprimée, ce qui permet au jeu d'obtenir la classification « MA15+ » par l'OFLC. En Grande-Bretagne, le BBFC attribue une classification « 18 ».

#### France
La version française est également censurée : elle comporte moins d'effusions de sang, sans décapitations ni membres tranchés avec des armes blanches, et le joueur ne peut pas récupérer l'argent des civils une fois ceux-ci morts. De plus, bien que le joueur puisse aller voir une prostituée, la scène intime est coupée,.

#### Allemagne
En Allemagne, plusieurs éléments sont modifiés pour atténuer les contenus violents. Les missions Chaos-City, qui consistent à augmenter son niveau de recherche en commettant des crimes en deux minutes, sont supprimées, tout comme la mission Méthodes sales, où le joueur doit éliminer des membres de gang cubains avec un fusil de sniper. Les missions de fusillade, où il faut tuer un certain nombre de membres de gang dans un temps imparti, disparaissent également. De plus, il est impossible de marcher sur des personnages au sol ou de leur prendre de l'argent, et le sang est totalement supprimé.

### Accusations de discrimination
En novembre 2003, les communautés cubaines et haïtiennes de Floride accusent le jeu de promouvoir la discrimination envers ces groupes. Certains joueurs défendent cependant l'idée que les insultes présentes dans le jeu visent spécifiquement les cartels de la drogue haïtien et cubain, et non l'ensemble des communautés concernées.
Face aux critiques croissantes et à la déclaration du maire de New York, Michael Bloomberg, affirmant qu'il fera « tout ce qu'il peut » pour forcer Rockstar à modifier le jeu, Take-Two Interactive accepte de supprimer plusieurs lignes de dialogue jugées offensantes. Une version modifiée du jeu sort en 2004, mettant fin à la controverse,.

### Procès pour incitation à la violence
En février 2005, un procès est intenté contre les fabricants et distributeurs de la série Grand Theft Auto, accusant les jeux d'avoir influencé un adolescent à tuer trois policiers en Alabama.
Les faits remontent à juin 2003 : Devin Moore, âgé de 17 ans, est arrêté pour vol de voiture et conduit au commissariat de Fayette. Il parvient à saisir l'arme d'un officier et abat trois policiers avant de s'enfuir avec un véhicule de police,.
Son avocat, Jack Thompson, soutenu par la famille des victimes, accuse GTA de l'avoir conditionné à commettre ces meurtres, affirmant que Moore joue régulièrement au jeu. Des dédommagements sont demandés aux enseignes GameStop et Wal-Mart, où les jeux ont été achetés, ainsi qu'au producteur Take-Two Interactive et à Sony Computer Entertainment, fabricant de la PlayStation 2. L'affaire est examinée par le même juge qui condamne Devin Moore à la peine de mort.